# Oswald II van den Bergh

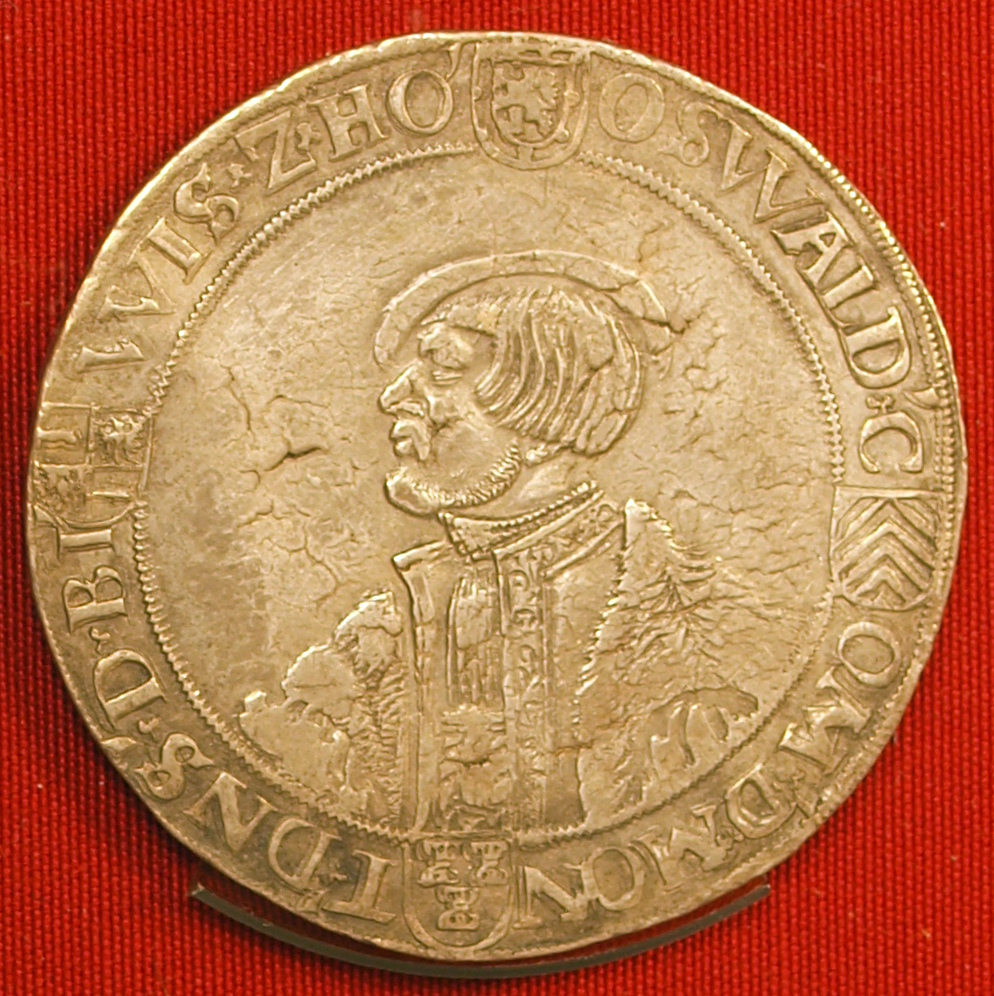
Daalder met het portret van Oswald II, 1511-1546, zogenaamde hagemunt uit de munt van 's-Heerenberg; collectie Teylers Museum.

Wapen graven van den Bergh

Oswald II graaf van den Bergh (Boxmeer, 1508 - Zutphen, 1546) was heer van den Bergh. Hij was tevens rijksgraaf van het Heilig Roomse Rijk.
Zijn vader was Willem III van den Bergh (1468-1511), zijn moeder was Anna van Egmond (1480-1517). Toen hij drie jaar oud was overleed zijn vader. Eerst had zijn moeder het voogdijschap, maar na haar tweede huwelijk met Philips van Vernenburg nam zijn tante Anna van den Bergh, gravin van Moers-Sarwerden het voogdijschap op zich. 
In 1537 trouwde hij met Elisabeth van Dorth (1505-1545), de weduwe van Johan van der Horst. Zijn vrouw was van lagere komaf dan hij zelf. Er bestaat bijvoorbeeld geen huwelijkscontract. Uit het huwelijk van Oswald II en Elisabeth ontsproten zes kinderen. Een van zijn zonen was Willem IV van den Bergh.
Oswald II leefde ten tijde van de Gelderse Oorlogen. Zijn vader Willem en grootvader Oswald I waren in conflict geraakt met hertog Karel van Gelre, waardoor hun goederen verbeurd waren verklaard. Pas in 1515, na de dood van Oswald I en Willem, bood Karel gelegenheid aan de nog minderjarige Oswald om de goederen weer terug te krijgen. Hiervoor moest hij wel eerst meerderjarig worden en een eed van trouw afleggen aan Karel, wat hij in 1525 dan ook deed.
Hij zat in een gevaarlijke positie omdat hij als rijksgraaf moest manoeuvreren tussen Karel van Gelre en de keizer van het Heilige Roomse Rijk, Karel V. Dit ging hem goed af en hij wist met beide partijen een redelijke relatie te onderhouden.
Oswald II van den Bergh leefde in onmin met Joachim van Wisch. Oswald II werkte in dit conflict samen met de hertog van Gelre. Deze liet Maarten van Rossum het kasteel Wisch veroveren. Terborg werd belegerd, en op 20 mei 1531 viel het kasteel van Terborg in handen van Maarten van Rossum.
Karel van Gelre eiste in 1532 belastingen van rijksgraaf Oswald II. Hij verklaarde hier echter wel bij dat betaling van deze belasting geen gevolgen zou hebben voor de verhouding van de Oswald tot Gelre. 
Na de dood van Karel van Gelre in 1538 heeft graaf Oswald II zich aan de keizer onderworpen. 
Nadat het Berghse land was geplunderd ondernam Oswald II in 1539 een rooftocht in het Wissche gebied. Hierbij nam hij het kasteel Swanenburg in als zijnde "eene wapenplaats van zijnen vijand".
In 1545 kocht hij de heerlijkheid Boxmeer terug van Maximiliaan van Egmond. 
Oswald II stierf in 1546 in Zutphen ten huize van de landdrost van Bergh, Bernt van Hackfort. Hij werd naast zijn kort daarvoor overleden vrouw bijgezet in de grafelijke grafkelder in de oude Sint-Pancratiuskerk te 's-Heerenberg.

## Voetnoten
1. ↑  Oswald II op de site van Huis Bergh
2. ↑  Nijerborch-Nijburg. Kastelenlexicon.
3. ↑  Swanenburg

- Virtual International Authority File: 22154500238339092748